# Houtteville
Houtteville era una comuna francesa situada en el departamento de Mancha, de la región de Normandía, que el 1 de enero de 2016 pasó a ser una comuna delegada de la comuna nueva de Picauville al fusionarse con las comunas de Amfreville, Cretteville, Gourbesville, Picauville y Vindefontaine.

## Historia
El 1 de enero de 2017 pasó a ser una comuna delegada de la comuna nueva de Picauville al fusionarse con las comunas de Amfreville, Cretteville, Gourbesville, Les Moitiers-en-Bauptois, Picauville y Vindefontaine.

## Demografía
| Gráfica de evolución demográfica de Houtteville entre 1800 y 2014 |
|                                                                   |

Los datos demográficos contemplados en este gráfico de la comuna de Houtteville se han cogido de 1800 a 1999 de la página francesa EHESS/Cassini, y los demás datos de la página del INSEE.